# District spécial de Bogota
1954–1991
Entités précédentes :
- Cundinamarca (1954)
- Distrito Capital de Bogotá (1910)

Entités suivantes :
- Santa Fe de Bogotá, Distrito Capital 
(1991-2000)
- Bogotá, Distrito Capital (2000)

Le district spécial de Bogota (espagnol : Distrito Especial de Bogotá, ou Bogotá D.E.), est une ancienne entité juridique et territoriale colombienne, créée par le décret législatif du 17 décembre 1954, approuvé par le président Gustavo Rojas Pinilla, annexant à la ville proprement dite les municipalités d'Engativá, Fontibón, Suba, Usme, Usaquén, Bosa et Sumapaz. Ces localités conservent une partie de leur autonomie jusqu'à ce que dans les deux années suivantes naissent les mairies locales à l'intérieur de la partie urbaine (certaines séparées de la mairie des municipalités incorporées), afin de garantir un certain ordre au territoire du district.
Avec l'adoption de la constitution de 1991, le Distrito Especial devient le  Distrito Capital de Bogota et cette fois les mairies locales sont transformées en localités.

## Histoire
L'idée de Bogota en tant que district englobant la capitale nationale a été discutée depuis le XIXe siècle, surtout depuis la formation de la Grande Colombie, date à laquelle il était prévu que la ville devrait avoir un statut territorial différent du reste de pays.
Le premier district créé en Colombie à cet effet a été le district fédéral de Bogota, créé en plein essor fédéraliste. Même si cette entité n'existe que quelques années (de 1861 à 1864), elle était un important précédent pour le territoire qui allait plus tard être configuré comme un district.
En 1905, la division territoriale de la Colombie est complètement réorganisée et par la loi 17 du 11 avril le district est recréé avec le nom de Distrito Capital de Bogotá, dont la plus haute autorité serait un Gouverneur (comme dans les départements). La même loi prévoit que la capitale de Cundinamarca passe à une autre municipalité. Comme cette division a été abrogée en 1910, le district a cessé d'exister dans la même année et Bogota est redevenue une municipalité du Cundinamarca.
En 1945, il est proposé un régime spécial pour la capitale du pays. Finalement, le 17 décembre 1954, le décret 3640 organise Bogota comme un Distrito Especial de Bogotá. Par l'ordonnance no 7 du Conseil administratif de Cundinamarca sont annexées les municipalités voisines d'Engativá, Fontibón, Suba, Usme, Usaquén et Bosa. Le territoire de Sumapaz est annexé en 1955, donnant au district sa configuration finale.
Avec l'adoption de la constitution de 1991, le Distrito Especial devient le  district capital de Santafé de Bogota, ou Santafé de Bogota, Distrito Capital, nom changé en 2000 pour « Bogotá, Distrito Capital », faisant disparaître la référence à Santafé héritée de l'époque coloniale.

## Alcaldes du Distrito Especial de Bogotá (1954-1991)
Le maire (alcalde) de Bogota était désigné directement par le Président de la République. À partir de 1988, il est élu par vote populaire pour une période de deux ans.
| Alcalde                         | Période                         |
| ------------------------------- | ------------------------------- |
| Roberto Salazar Gómez           | septembre 1954 - septembre 1955 |
| Andrés Rodríguez Gómez          | septembre 1955 - mai 1957       |
| Fernando Mazuera Villegas (es)  | juin 1957 - octobre 1958        |
| Juan Pablo Llinás               | octobre 1958 - août 1961        |
| Jorge Gaitán Cortés             | août 1961 - août 1966           |
| Virgilio Barco Vargas           | août 1966 - septembre 1969      |
| Emilio Urrea Delgado            | septembre 1969 - août 1970      |
| Carlos Albán Holguín            | août 1970 - avril 1973          |
| Aníbal Fernández de Soto        | avril 1973 - août 1974          |
| Alfonso Palacio Rudas (es)      | août 1974 - septembre 1975      |
| Luis Prieto Ocampo              | septembre 1975 - décembre 1976  |
| Bernardo Gaitán Mahecha         | décembre 1976 - août 1978       |
| Hernando Durán Dussán (es)      | août 1978 - août 1982           |
| Augusto Ramírez Ocampo (es)     | août 1982 - juillet 1984        |
| Hisnardo Ardila Díaz            | juillet 1984 - décembre 1984    |
| Diego Pardo Koppel              | décembre 1984 - janvier 1985    |
| Hisnardo Ardila Díaz            | février 1985 - juillet 1985     |
| Rafael de Zubiría               | juillet 1985 - août 1986        |
| Julio César Sánchez             | août 1986 - juin 1988           |
| Andrés Pastrana Arango          | juin 1988 - mai 1990            |
| Juan Martín Caicedo Ferrer (es) | juin 1990 - juillet 1991        |